# 落霞榭
落霞榭，位于中国广东省惠州市西湖百花洲内，为惠州市的一个市、县级文物保护单位，类型为古建筑，公布时间为1996年。
落霞榭的历史年代为民国。